# Dominic Adams
 (janvier 2019).
Si vous disposez d'ouvrages ou d'articles de référence ou si vous connaissez des sites web de qualité traitant du thème abordé ici, merci de compléter l'article en donnant les références utiles à sa vérifiabilité et en les liant à la section « Notes et références ».
Dominique Adams, né le 17 mars 1985 à Bristol, est un acteur et mannequin britannique, connu pour son rôle de Tony Bishara dans Devious Maids.

## Biographie
Dominic Adams est né à Bristol, en Angleterre, le 17 mars 1985, d'un père iranien et d'une mère britannique.
Il a fréquenté la Bristol Old Vic Theatre School et Goldsmiths de l'Université de Londres.
En Angleterre, il est apparu dans un certain nombre de productions théâtrales et, en 2008, il a fait ses débuts à l'écran dans un rôle indépendant dans le film Telstar: The Joe Meek Story
En 2014, Adams a été sélectionné pour la deuxième saison de la série télévisée Devious Maids, le drame Life time, dans le rôle de Tony Bishara, garde du corps de Rebecca Wisocky. En juillet 2014, peu après la diffusion du final de la deuxième saison, il a été annoncé que ce rôle de Bishara ne serait pas reconduit dans la troisième saison.

## Filmographie

### Cinéma
- 2008 : Telstar: The Joe Meek Story : un policier
- 2011 : Forgetting Johnson Mayweather : Johnson (voix)
- 2017 : Girls Like Magic : Jacob

### Télévision
- 2013 : Future states : Miles (1 épisode)
- 2014 : Devious Maids : Tony Bishara (rôle principal, saison 2)
- 2015 : NCIS : Los Angeles : Kamal Pajman (1 épisode)
- 2017–2018 : Six : Michael Nasry (rôle principal, saison 1)